# Carthamus tenuis
Carthamus tenuis là một loài thực vật có hoa trong họ Cúc. Loài này được (Boiss. & Blanche) Bornm. mô tả khoa học đầu tiên năm 1898.